# Aída Kancepolski
Aída Kancepolski (27 de abril de 1924 - Buenos Aires, 4 de agosto de 2020) fue una activista argentina, miembro de las abuelas de Plaza de Mayo.

## Biografía
Sus padres y su hermano mayor habían llegado de Polonia. Tenía 22 años cuando conoció a su marido, con el que tuvo tres hijos: dos mujeres y Walter. Se divorciaron en 1966, cuando Aída era voluntaria en el Hospital Israelita. Su hijo Walter fue secuestrado en 1977 en Mar del Plata donde residía.
Enseguida Kancepolski comenzó su búsqueda en comisarías, cuarteles militares, la embajada de Alemania y conoció a las demás abuelas. En su investigación se enteró de que la pareja de su hijo, Patricia, estaba embarazada y que estuvieron detenidos en el centro de detención La Cacha.
El niño fue encontrado en 1983 por la filial Mar del Plata de Abuelas de Plaza de Mayo, había sido entregado a la familia materna que no tenía comunicación con la paterna.
Falleció en forma repentina el 4 de agosto de 2020 a los 96 años, cuando se encontraba aún en actividad, preparando un vídeo junto a su nieto para alentar a que siga la búsqueda de otros trescientos nietos de los que aún no se conoce el paradero.